# Nathan Lane
Nathan Lane (pe numele real Joseph Lane; n. 3 februarie 1956, Jersey City, New Jersey, SUA) este un actor și scriitor american. Este cunoscut pentru rolurile Albert în Cabaret în familie, Max Bialystock în musicalul Producătorii, Ernie Smuntz în Vânătoarea de șoareci, Nathan Detroit în Guys and Dolls și Pseudolus în A Funny Thing Happened on the Way to Forum. A furnizat dublajul personajului Timon din Regele Leu și Snowbell din Stuart Little și a jucat în seriale precum Modern Family, Soția perfectă și The People v. O. J Simpson: American Crime Story . 
El a primit trei premii Tony, șase premii Drama Desk, șase premii Outer Critics Circle, două premii Obie, și Premiul Laurence Olivier. De asemenea, el a primit două nominalizări la Globul de Aur, șase nominalizări Primetime Emmy, un premiu Screen Actors Guild, două Day Day Emmy Awards și un People's Choice Award. În 2006, Lane a primit o stea pe Hollywood Walk of Fame, iar în 2008, a fost introdus în American Theater Hall of Fame.

## Tinerețe
Nathan Lane s-a născut ca Joseph Lane în Jersey City, New Jersey, la 3 februarie 1956.  Tatăl său, Daniel, era șofer de camion și un tenor aspirant care a murit în 1967 din cauza alcoolismului, când Lane avea unsprezece ani. Mama sa, Nora, era casnică și secretară care suferea de tulburare bipolară și a murit în 2000. Are doi frați mai mari, Daniel Jr. și Robert.  Părinții lui Lane erau catolici de origine irlandeză. El a fost numit după unchiul său, un preot iezuit.